# کامپیوسرو
کامپیوسرو (انگلیسی: CompuServe) شرکت فناوری اطلاعات آمریکایی است، که در سال ۱۹۹۸ تأسیس شد.